# Isoka (Sambia)
Isoka ist eine Stadt mit 31.739 Einwohnern (2022) am Tanzam Highway nördlich von Chinsali und Mpika in der Provinz Muchinga in Sambia. Sie liegt etwa 1300 Meter über dem Meeresspiegel und ist Sitz der Verwaltung des gleichnamigen Distrikts.

## Wirtschaft
Isoka lebt von Dienstleistungen am Highway und vom regionalen Markt im Ort. 

## Geographie
Isoka liegt 80 Kilometer nordöstlich von Chinsali. Direkt nördlich der Stadt beginnen die Ausläufer der Lucheweauen des Chambeshi und seiner Nebenflüsse, die sich westlich und nordwestlich 140 Kilometer von Nord nach Süd und 60 Kilometer von Ost nach West ausbreiten. Hier führt eine Pontonbrücke über den Chambeshi.

## Infrastruktur
Die Grenze nach Tansania ist 100 Kilometer entfernt. Es gibt ein paar Geschäfte, eine Post, ein Motel, ein Krankenhaus sowie Grund- und Sekundarschulen.

## Tourismus
Sechs Kilometer von Isoka entfernt befinden sich drei aufeinanderfolgende Wasserfälle. Der erste Wasserfall ist etwa 15 Meter hoch, der zweite 30 Meter. Im Osten liegen die Mafinga Hills, nach Süden das Tal des Luangwa, der bei Isoka entspringt, im Westen das Nordende des Muchinga-Gebirges, nach Norden eine Hochebene bis zur tansanischen Grenze. Der dominierende Stamm sind die Namwanga.

## Demografie
| Jahr | Einwohnerzahl |
| ---- | ------------- |
| 1990 | 8596          |
| 2000 | 11.488        |
| 2010 | 17.295        |
| 2022 | 31.739        |

## Söhne und Töchter der Stadt
- Sydney Siame (* 1997), Sprinter